# Zur Mühle 2 (Mönchengladbach)

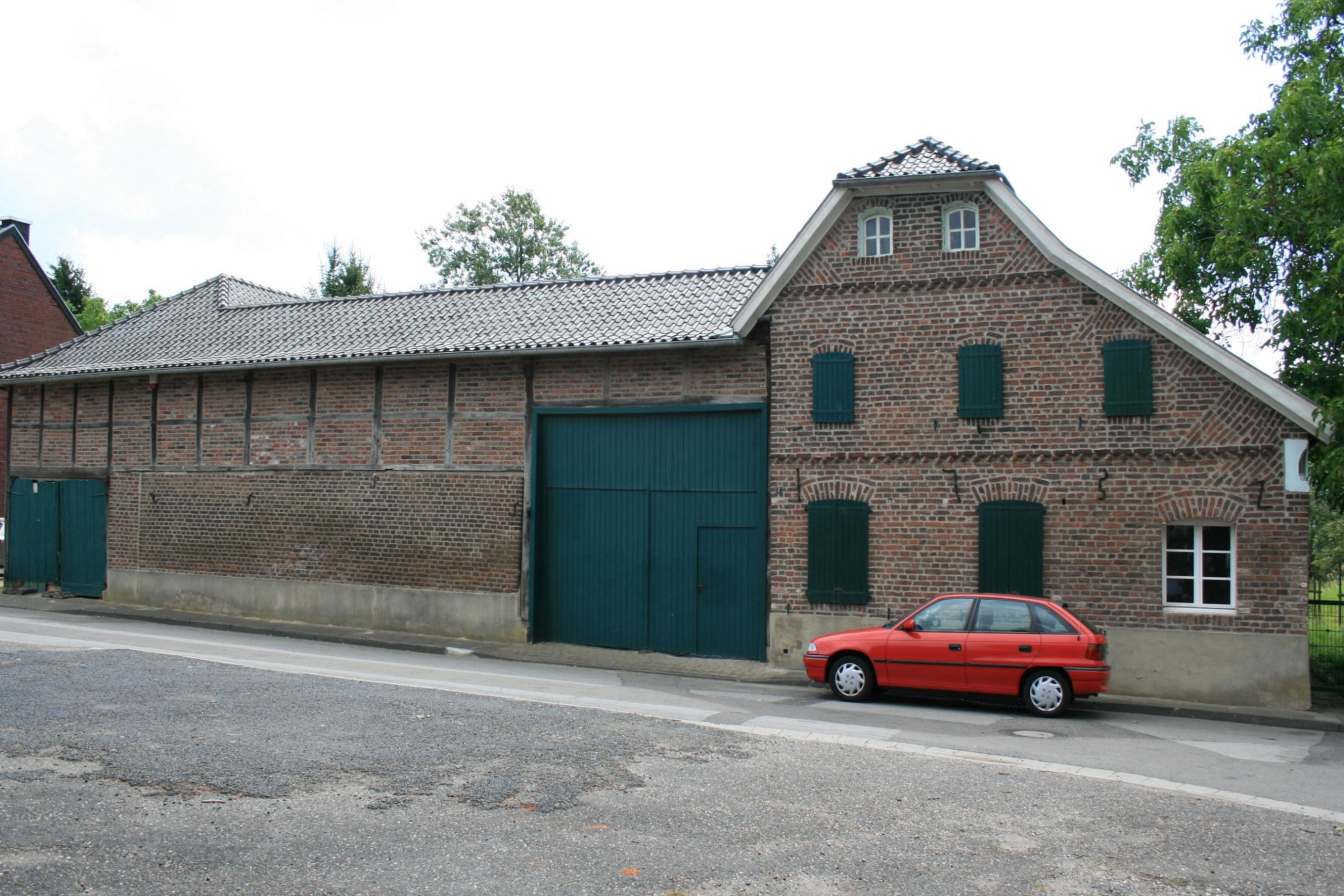
Hofanlage (2010)

Die Hofanlage Zur Mühle 2 steht im Stadtteil Wickrath-Buchholz in Mönchengladbach (Nordrhein-Westfalen).
Das Gebäude wurde 1732 erbaut und unter Nr. Z 003 am 18. April 2005 in die Denkmalliste der Stadt Mönchengladbach eingetragen.

## Lage
Die Hofanlage liegt unmittelbar südlich des Einmündungsbereiches der Straße "Zur Mühle" in die Laurentiusstraße in Buchholz. 

## Architektur
Die dreiseitige Backstein-/Fachwerkhofanlage, die vierte Seite modern mit einer Kalksandstein-Mauer geschlossen. Giebelständiges, zweiachsiges und zweigeschossiges Wohnhaus mit einer für ein Gebäude dieses Alters bemerkenswert großen lichten Raumhöhe im Erdgeschoss des Wohnhauses. Nachträgliche Abschleppung an der Westtraufe unter angehobenem Dach mit abgesenkter Deckenbalkenlage über dem Erdgeschoss und daher niedrigeren Raumhöhen. 
Krüppelwalmdach an der Straßenseite, Eindeckung erneuert (Rheinlandziegel). Im rechten Winkel dazu schließt das Torhaus mit zur Straße unbefenstertem Stallgebäude unter Tonziegeldach (Rheinlandziegel) an. Den Innenhof begrenzt, parallel zum Wohnhaus stehend, die große Durchfahrtsscheune unter Satteldach, die eine provisorische Eindeckung aus Onduline-Platten trägt. An sie schließt sich nach Süden der ehemalige zweiständige Pferdestall unter Pultdach an. 

### Wohnhaus
Straßenseitige Giebelwand in Backstein, vermutlich nachträglich vor den Fachwerkgiebel vorgeblendet. Maueranker datieren den Giebel auf das Jahr 1732. Der flach aufgeputzte Spritzsockel reicht fast bis zur Unterkante der Sohlbänke (Ziegelrollschicht) der Erdgeschoss-Fenster. Im Erdgeschoss liegen zwei stichbogige Stulpflügelfenster mit Oberlichtern, sie können durch zweiteilige Schlagläden geschlossen werden. 
Rechts außen in der Abschleppung ist eine weitere, aber nachträglich vermauerte Fensteröffnung ablesbar. Darüber folgt ein geschosstrennendes Gesims, das aufwändig als "Deutsches Band" gestaltet ist. Im Obergeschoss liegen drei kleinere stichbogige, einflügelige Sprossenfenster mit einteiligen Schlagläden. Darüber wieder ein geschosstrennendes Gesims, ebenfalls als "Deutsches Band" gestaltet. Im Dachgeschoss zwei kleine Stichbogenfenster mit Sprossenflügeln zur Belichtung des Dachraums. Der Giebel schließt mit "holländischen Dreiecken" zu den Dachflächen ab. Die äußere Traufwand der Abseite ist in Backstein ausgeführt mit vier Stichbogenfenstern und jeweils zweiteiligen Schlagläden. 
Die hofseitige Traufwand besteht aus Ständer-/Riegelfachwerk, die durchgezapften Ankerbalken sind durch Zapfenschlösser mit jeweils einem Keil gesichert. Die liegenden Gefache werden von auffallend starken Hölzern gebildet. Die starken Ständer sind von langen geschweiften Streben, die über ein Stockwerk hinausreichen, ausgesteift. Geschützt ist die Fachwerkwand durch einen weiten Dachüberstand. Die Fensteröffnungen im Erdgeschoss der Hofwand sind größtenteils ohne Rücksicht auf Maßstäblichkeit modern vergrößert. Erhalten blieb eine schöne Tür des 19. Jh., die in den zentral gelegenen und repräsentativ gestalteten Hausflur großzügigen Zuschnitts überleitet. Beidseitig des Flurs Wohnräume, an der Straße die gute Stube bzw. zur anderen Seite die Stube und die Küche. 
Vom Flur aus führt eine steile Holztreppe mit gedrechselten Balustern und Handlauf ins Obergeschoss. Holzfüllungstüren, zur guten Stube mit Glaseinsatz. Zwei hohe Gewölbekeller aus Backsteinen, von der Hofseite aus durch je einen Zugang erschlossen. In dem an der Straße gelegenen Keller blieb der alte und mit der Hofpumpe verbundene Brunnenschacht erhalten. An der Hausecke ist eine kleine Nische mit Madonna und inschriftlicher Datierung "1852" angeordnet. 

### Wirtschaftsgebäude
An das von einem doppelflügeligen Tor verschlossene Torhaus grenzt der ehemalige Kuhstall an, der nachträglich zu einem Schweinestall umgebaut wurde. Die straßenseitige Außenseite ist unten in Backstein und ohne Fenster, oben als Fachwerkkonstruktion mit Ziegelgefachen gestaltet. Die Hofseite ist in Fachwerk mit weitem Dachüberstand ausgeführt, wobei das Erdgeschoss einen modernen Zementverputz zeigt. Ursprünglich besaß der Stall hier drei Zugänge, von denen jedoch nur der Mittlere erhalten blieb. 
Im Obergeschoss befinden sich ehemalige Bergeräume, die über eine Luke mit dem Hof verbunden sind. Die Quertennenscheune besitzt Fachwerk-Außenwände, die mit Backsteinen ausgemauert sind. Das Innengerüst aus Eichen- und Fichtenholz ist weitgehend komplett erhalten. Ein weiter Überstand des mit Onduline-Platten eingedeckten Satteldaches schützt die Fachwerkkonstruktion. Markant die beiden großen zweiflügeligen Tore, die auf die Mitteltenne führen, zu deren Seiten sich die Bergeräume befinden. Auf der Hofseite wird das quergeteilte Tor beidseitig durch je eine kleine Tür flankiert, die zu ehemaligen Kleinviehställen im Erdgeschoss leiten. Der aus Ziegelsteinen erbaute Pferdestall ist jüngerer Entstehung und bot zwei Pferden Platz. Sein Pultdach fällt zur südlichen Streuobstwiese steil ab. In der Mitte des Innenhofes wurde die ehemalige Mistlege entfernt.
Das Objekt ist bedeutend für die Geschichte des Menschen, für Städte und Siedlungen und für die Geschichte der ländlichen Arbeits- und Produktionsverhältnisse. Für seine Erhaltung und Nutzung liegen wissenschaftliche, insbesondere architekturgeschichtliche, orts- und siedlungsgeschichtliche sowie städtebauliche Gründe vor.